# Salmson-Moineau S.M.1
Salmson-Moineau S.M.1 A.3 (od 1. 5. 1918 přeznačený na Sal 1 A.3) byl francouzský dvouplošník s tříčlennou osádkou užívaný v době první světové války jako dálkový průzkumný letoun. Pro společnost Salmson jej navrhl René Moineau.

## Vznik a vývoj
Salmson-Moineau S.M.1 byl vyvíjen od roku 1915 podle požadavků Francouzské armády na třímístný průzkumný letoun dlouhého doletu se silnou obrannou výzbrojí, spadající do kategorie A.3. Konstrukce S.M.1 byla nekonvenční, s kapalinou chlazeným hvězdicovým motorem Salmson 9A instalovaným příčně v trupu a prostřednictvím systému převodů pohánějícím dvě tažné vrtule instalované mezi křídly. Tento systém byl konstruktérem zvolen aby zmenšil aerodynamický odpor, a opačný smysl otáčení vrtulí také minimalizoval točivý moment. Uspořádání s dvěma dálkově poháněnými vrtulemi také poskytovalo volné výstřelné pole dvěma pozorovatelům-střelcům, obsluhujícím pohyblivě lafetované letecké kanóny APX ráže 37 mm konstrukce Puteaux, z nichž jeden měl stanoviště v přídi letadla za radiátory chladičů, a druhý za kokpitem pilota. V ostatních ohledech byl drak relativně konvenční, konstruovaný převážně ze dřeva a potažený plátnem, s trupem neseným systémem vzpěr mezi křídly. Podvozek z ocelových trubek byl ostruhového typu, s pomocným příďovým kolem jehož rolí mělo být výhradně zabránění převrácení letadla během vzletu.
Nejméně jeden exemplář byl experimentálně vybaven motorem Salmson P.9 o výkonu 160 hp, ale jeho vývoj dál nepokračoval. Také S.M.2 S.2, s druhým motorem Salmson 9A instalovaným v přídi trupu a zesílenou konstrukcí, který měl sloužit jako bitevní letoun, zůstal po testování v roce 1918 v jediném prototypu, vzhledem k problémům s chlazením pohonné jednotky.

## Operační nasazení
Letoun byl počátkem roku 1916 podroben zkouškám, které vedly k objednávce 100 exemplářů, ačkoliv jeho výkony byly horší než u Sopwithu Strutter. Typ byl po několika kusech zařazen k armádním pozorovacím letkám F 2, F 19, F 41, F 45, F 58, F 63, F 71, F 72, C 219, F 223 a AR 289, v nichž doplňoval jejich hlavní výzbroj. Počátkem roku 1917 se 10 exemplářů vyskytovalo ve výzbroji letky SM 229 (po sloučení s letkou C 106 označované SM 106). Ve službě nebyl typ příliš úspěšný, a trpěl mnoha nehodami zaviněnými zhroucením příďové podvozkové nohy při nesprávně prováděných přistáních. Převodový systém pohonu vrtulí byl náročný na údržbu v polních podmínkách, a letoun také pravděpodobně následkem komplikovaného vzpěrového systému zvyšujícího odpor postrádal dostatečné výkony. Do konce roku 1917 byl typ převážně stažen z prvoliniové služby, ačkoliv ještě v roce 1918 se nejméně jeden exemplář vyskytoval u letky AR 289, v jejímž rámci s ním v březnu a dubnu poručík Castex prováděl průzkum v prospěch 66. pěší myslivecké divize (66e division des chasseurs à pied).
V roce 1917 byly dva kusy poskytnuty armádnímu letectvu carského Ruska,  ale ani v Rusku se typ nedočkal větší obliby nebo úspěchů.

## Varianty
S.M.1 A.3
Třímístný průzkumný letoun s motorem Salmson 9A2c dálkově pohánějícím dvě dvoulisté tažné vrtule. Hlavní výrobní varianta. Na základě známých sériových čísel je odhadováno, že bylo vyrobeno nejméně 155 exemplářů.:s.436
S.M.2 S.2
Zvětšená varianta se zesílenou konstrukcí, zvětšeným rozpětím horního křídla a druhým motorem v přídi, přímo pohánějícím třetí vrtuli, plánovaná jako dvoumístný bitevní letoun (kategorie S.2). Postaven jeden prototyp.

## Uživatelé
- Francie
  - Service aéronautique
- Ruské impérium
  - Letectvo carského Ruska

## Specifikace
Údaje podle publikace French Aircraft of the First World War

### Technické údaje
- Posádka: 3 (pilot a dva pozorovatelé/střelci)
- Délka: 10 m
- Rozpětí: 17,475 m
- Výška: 3,80 m
- Nosná plocha: 70 m²
- Vzletová hmotnost: 2 050 kg
- Užitečné zatížení: 370 kg
- Pohonná jednotka: 1 × hvězdicový motor Salmson 9A2c
- Výkon pohonné jednotky:  240 hp (179 kW)

### Výkony
- Maximální rychlost: 130 km/h ve výši 2 000 m[3]
- Vytrvalost: 3 hodiny

### Výzbroj
- 2 × pohyblivě lafetovaný letecký kanón APX ráže 37 mm